# Emily Browning
Emily Jane Browning (n. 7 decembrie 1988) este o actriță, cântăreață și fotomodel australian. După rolurile timpurii din Ghost Ship și Ned Kelly, ea a câștigat ”2005 AFI International Award for Best Actress” pentru rolul lui Violet Baudelaire în Lemony Snicket's A Series of Unfortunate Events. Este cunoscută și pentru evoluția în filmul de groază The Uninvited din 2009, în filmul de acțiune Sucker Punch (2011) și în filmul independent Sleeping Beauty (2011).

## Biografie
Emily s-a născut în Melbourne, Australia, în familia lui Andrew și Shelley Browning. Ea mai are doi frați: Nicholas și Matthew.
Ea a luat o pauză de la actorie pentru a finaliza studiile la Eltham High School, unde în noiembrie 2006 i-a și încheiat examenele obținând Certificatul Victorian de Studii.

## Filmografie

### Film
| An   | Titlu                                           | Rol                    | Note       |
| ---- | ----------------------------------------------- | ---------------------- | ---------- |
| 2001 | The Man Who Sued God                            | Rebecca Myers          |            |
| 2002 | Ghost Ship                                      | Katie Harwood          |            |
| 2003 | Ned Kelly                                       | Grace Kelly            |            |
| 2003 | Darkness Falls                                  | Young Caitlin Greene   |            |
| 2004 | Lemony Snicket's A Series of Unfortunate Events | Violet Baudelaire      |            |
| 2009 | The Uninvited                                   | Anna Ivers             |            |
| 2009 | Talk.Distance.Listen                            | Natalie                | Short film |
| 2011 | Sucker Punch                                    | Babydoll               |            |
| 2011 | Sleeping Beauty                                 | Lucy                   |            |
| 2012 | Mr. Beautiful                                   | Olivia White           | Short film |
| 2013 | The Host                                        | Pet / Wanderer "Wanda" | Cameo      |
| 2013 | Summer in February                              | Florence Carter-Wood   |            |
| 2013 | Magic Magic                                     | Sarah                  |            |
| 2013 | Plush                                           | Hayley                 |            |
| 2014 | God Help the Girl                               | Eve                    |            |
| 2014 | Pompeii                                         | Cassia                 |            |
| 2015 | Shangri La Suite                                | Karen                  |            |
| 2015 | Legend                                          | Frances Shea           |            |
| 2017 | Golden Exits                                    | Naomi                  |            |

### Televiziune
| An        | Titlu                    | Rol                        | Note                                                                     |
| --------- | ------------------------ | -------------------------- | ------------------------------------------------------------------------ |
| 1998      | The Echo of Thunder      | Opal Ritchie               | Film TV                                                                  |
| 1999      | High Flyers              | Phoebe Mason               | 13 episoade                                                              |
| 2000      | Thunderstone             | Clio                       | 13 episoade                                                              |
| 2001      | Blonde                   | Fleece                     | Film TV                                                                  |
| 2000–2002 | Blue Heelers             | Hayley Fulton              | 9 episoade                                                               |
| 2000–2001 | Something in the Air     | Alicia                     | 5 episoade                                                               |
| 2001      | Halifax f.p: Playing God | Kristy O'Connor            | Episodul: "Playing God"                                                  |
| 2003      | After the Deluge         | Maddy                      | Film TV                                                                  |
| 2017–2021 | American Gods            | Laura Moon, Essie MacGowan | 8 episoade (inclusiv 1 episod în care joacă două roluri: Essie și Laura) |

## Discografie
| An   | Titlu                                                | Album                     |
| ---- | ---------------------------------------------------- | ------------------------- |
| 2011 | "Sweet Dreams (Are Made of This)"                    | Sucker Punch (soundtrack) |
| 2011 | "Where Is My Mind?" Yoav (feat. Emily Browning)      | Sucker Punch (soundtrack) |
| 2011 | "Asleep"                                             | Sucker Punch (soundtrack) |
| 2013 | "Introdubtion"                                       | Plush                     |
| 2013 | "Close Enough to Kill"                               | Plush                     |
| 2013 | "Half of Me"                                         | Plush                     |
| 2013 | "The Look in Your Eye" (Jack Version)                | Plush                     |
| 2013 | "Half of Me" (Enzo Remix) (featuring Thomas Dekker)  | Plush                     |
| 2014 | "Act of the Apostle"                                 | God Help the Girl         |
| 2014 | "Pretty When the Wind Blows"                         | God Help the Girl         |
| 2014 | "God Help the Girl"                                  | God Help the Girl         |
| 2014 | "The Psychiatrist Is In"                             | God Help the Girl         |
| 2014 | "If You Could Speak" (cu Hannah Murray)              | God Help the Girl         |
| 2014 | "Perfection as a Hipster" (cu Neil Hannon)           | God Help the Girl         |
| 2014 | "Come Monday Night"                                  | God Help the Girl         |
| 2014 | "I'm Not Rich" (cu Hannah Murray and Olly Alexander) | God Help the Girl         |
| 2014 | "I'll Have to Dance with Cassie"                     | God Help the Girl         |
| 2014 | "Musician, Please Take Heed"                         | God Help the Girl         |
| 2014 | "Down and Dusky Blonde" (cu Hannah Murray)           | God Help the Girl         |

## Premii și nominalizări
| An   | Premiu                               | Categorie                                                 | Lucrare                                         | Rezultat     |
| ---- | ------------------------------------ | --------------------------------------------------------- | ----------------------------------------------- | ------------ |
| 2002 | Australian Film Institute            | Young Actor's Award                                       | Halifax f.p.                                    | Câștigat     |
| 2005 | Australian Film Institute            | International Award for Best Actress                      | Lemony Snicket's A Series of Unfortunate Events | Câștigat     |
| 2005 | BFCA Awards                          | Best Young Actress                                        | Lemony Snicket's A Series of Unfortunate Events | Nominalizare |
| 2005 | Young Artist Awards                  | Best Performance in a Feature Film, Leading Young Actress | Lemony Snicket's A Series of Unfortunate Events | Nominalizare |
| 2011 | Hamptons International Film Festival | Breakthrough Performer                                    | Sleeping Beauty                                 | Câștigat     |

## Legături externe
- Site oficial Arhivat în 15 octombrie 2008, la Wayback Machine.
- Emily Browning la Internet Movie Database
- Emily Browning pe Cinemagia
- Emily Browning pe CinemaRX Arhivat în 6 septembrie 2013, la Wayback Machine.